# 阿贝奥娜山
阿贝奥娜山（英語：Abeona Mons）是金星上的一座山脉，1997年被正式命名为阿贝奥娜，罗马神话中教导幼童走路的守护女神。阿贝奥娜山位于金星南半球，忒弥斯区西南，毗邻阿玛冕状物，中心点坐标：南纬44.8度、东经273.1度，直径约375公里。

## 参阅
美国地质调查局行星地名命名-地表特征信息 （页面存档备份，存于）«阿贝奥娜山.»

## 相关文章
- 神话、民间传说及符号辞典(第3卷)，格特鲁德·琼斯编纂；稻草人出版公司发行，纽约，1962年